# Baqiao
Baqiao léase Ba-Chiáo (en chino:灞桥区,pinyin:Bàqiáo qū) es un distrito urbano bajo la administración directa de la subprovincia de Xi'an. Se ubica al sureste de la provincia de Shaanxi, este de la República Popular China. Su área es de 322 km² y su población total para 2015 fue +600 mil habitantes.

## Administración
El distrito de Baqiao se divide en 9 pueblos que se administran en subdistritos.